# 薛燕靜
薛靜燕（1984年—），台灣高雄人，現在海軍陸戰隊服役中，官拜中尉，是中華民國海軍陸戰隊成軍以來，首位女性區隊長、女舟波長。

## 生平
薛靜燕畢業於高雄應用科技大學財務金融系，之後報考海軍專業軍官班98之1梯次。結訓後，至海軍陸戰隊服役，升任陸戰隊登陸戰車大隊運輸一中隊區隊長，是中華民國海軍陸戰隊，自1914年成軍以來，第一位女區隊長。

## 外部連結
- 首位陸戰隊女區隊長 73年次薛燕靜 （页面存档备份，存于）